# 本郷村 (埼玉県)
本郷村（ほんごうむら）は埼玉県の北西部、大里郡に属していた村。当初は榛沢郡所属であった。

## 歴史
- 1889年（明治22年）4月1日 町村制施行により、本郷村、今泉村、針ヶ谷村、山川村が合併し榛沢郡本郷村が成立する。
- 1896年（明治29年）3月29日 榛沢郡が大里郡、幡羅郡、男衾郡と統合し大里郡となる。
- 1955年（昭和30年）1月1日 岡部村、榛沢村と合併し岡部村を新設する。
- 1968年（昭和43年）12月1日 岡部村が町制施行し岡部町となる。
- 2006年（平成18年）1月1日 岡部町が（旧）深谷市、花園町、川本町と合併し深谷市を新設する。